# 雷金纳德·克拉马克
雷金纳德·克拉马克（英語：Reginald Crummack，1887年2月16日—1966年10月25日），英国男子曲棍球运动员。他曾代表英国国家队参加1920年夏季奥林匹克运动会曲棍球比赛，获得一枚金牌。